# General Post Office (Washington, D.C.)

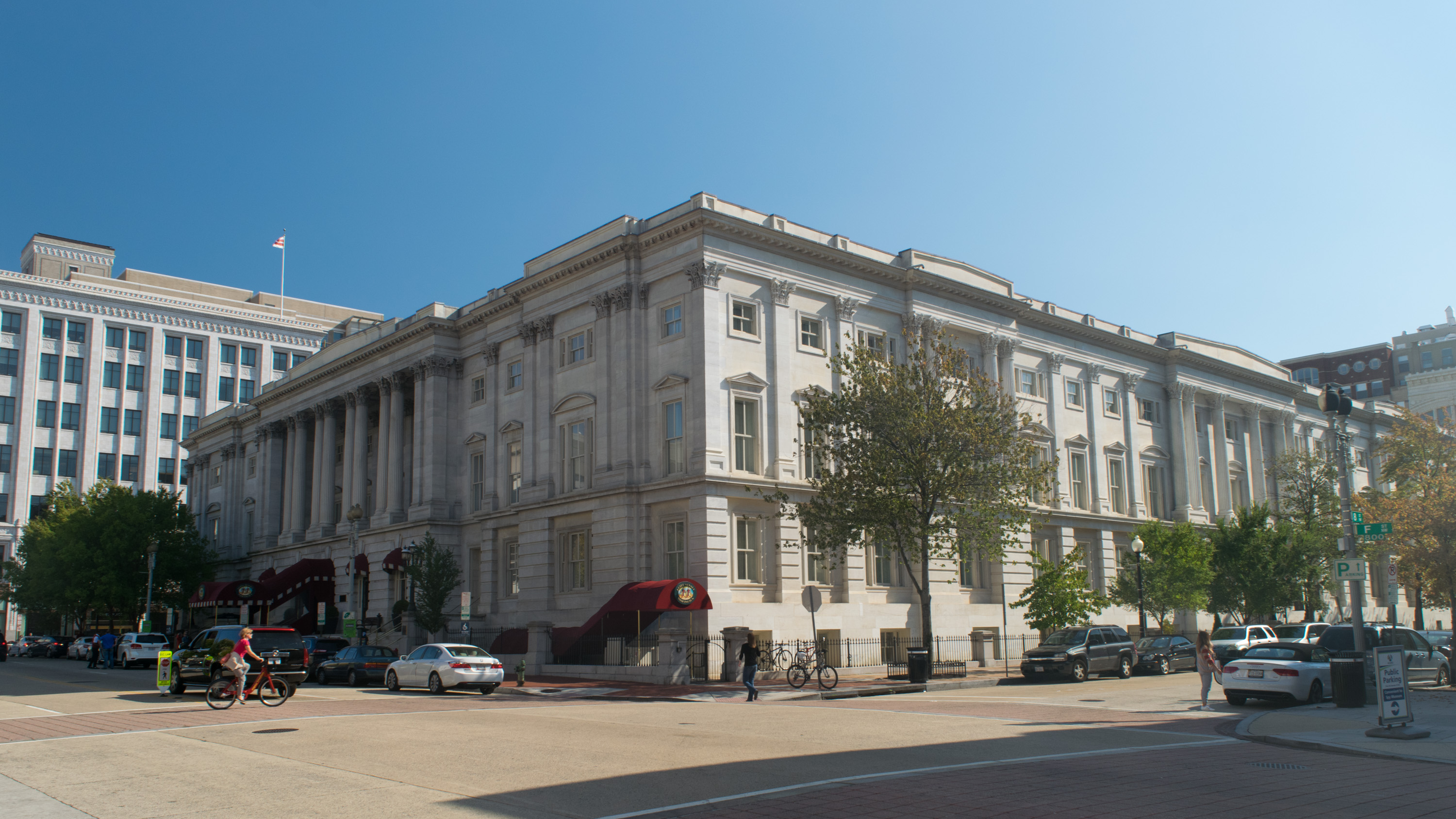
Das General Post Office Gebäude in Washington DC, 2016

Das General Post Office, auch bekannt als Tariff Commission Building, ist ein historisches Gebäude in der 700 F Street NW in Washington, D.C., Vereinigte Staaten. Es wurde ab 1839 nach einem Entwurf von Robert Mills erbaut und 1855–1866 nach einem Entwurf von Thomas Ustick Walter erweitert. Es ist ein Beispiel für die Architektur des Greek Revival. Aufgrund seiner Architektur wurde es 1971 zum US National Historic Landmark ernannt.
Von 1844 bis 1897 waren das City Post Office und das Post Office Department in dem Gebäude untergebracht, danach einige andere Regierungsbehörden. Im Jahre 1922 bezog die U.S. Tariff Commission das Gebäude. Seit 2002 beherbergt es das Hotel Monaco.

## Architektur
Das ehemalige Gebäude des General Post Office nimmt einen ganzen Häuserblock im Zentrum Washingtons ein, der von der 7th und 8th Street NW sowie der E und F Street NW begrenzt wird. Es wurde in zwei Bauphasen errichtet und besteht aus zwei U-förmigen Baukörpern, die einen zentralen Innenhof umgeben. Um 1872 wurden die Straßen in diesem Stadtviertel tiefer gelegt, so dass Freitreppen ergänzt wurden; die glatten Wände des Untergeschosses samt den Kellerfenstern, die in Lichtschächten verborgen waren, liegen seither frei.
Der südliche Teil, der hauptsächlich der E Street zugewandt ist, besteht aus einem dreistöckigen Marmorbau, der auf einem erhöhten Untergeschoss steht. Die Hauptfassade ist neunzehn Fensterachsen breit, wobei der Eingang sich in einem vergrößerten Feld in der Mitte befindet. Die Joche werden durch gebänderte Pfeiler im ersten Stock und korinthische Pilaster darüber gegliedert. Die Fenster im zweiten Stock sind mit dreieckigen Verdachungen versehen. Der nördliche Teil hat eine aufwändigere Fassade zur F Street hin, die als Haupteingang des Hotels dient. In der Mitte befindet sich ein fünfjochiger Eingangspavillon mit einer Arkadennische über den Eingängen, die von korinthischen Säulen und Pilastern eingerahmt wird. In der Mitte der Ostfassade an der 8th Street befindet sich eine Toreinfahrt zum Innenhof, durch den früher die Postlieferungen abgewickelt wurde. Der Torbogen hat einen Schlussstein in Form eines allegorischen Antlitzes der Treue, in den Zwickeln befinden sich zwei geflügelten Figuren, die Elektrizität bzw. Dampf symbolisieren.
Im Inneren des ersten, südlichen Bauabschnitts von Robert Mills sind die mit Kreuzgrat- und Tonnengewölben versehenen Korridore hervorzuheben, sowie die beiden runden Granittreppen in Kuppelnischen. Obwohl von außen nicht zu erkennen, ist die Nahtstelle zwischen dem Nord- und dem Südteil im Inneren durch eine verschiedene Gestaltung der Decken und Türen sichtbar. Auch sind in einem Raum im zweiten Stock Steinblöcke zu sehen, die einst die nördliche Außenwand des südlichen Flügels bildeten. Alle Innenwände sind aus massivem Stein bzw. Ziegel und Putz und haben mindestens eine Stärke von einem halben Meter, und die Außenwände sind sogar noch dicker. Der Südflügel wurde mit Kaminen beheizt, die inzwischen zugemauert, aber noch sichtbar sind, während der Nordflügel von Thomas U. Walter von Anfang an mit einer Zentralheizung ausgestattet war.

## Geschichte

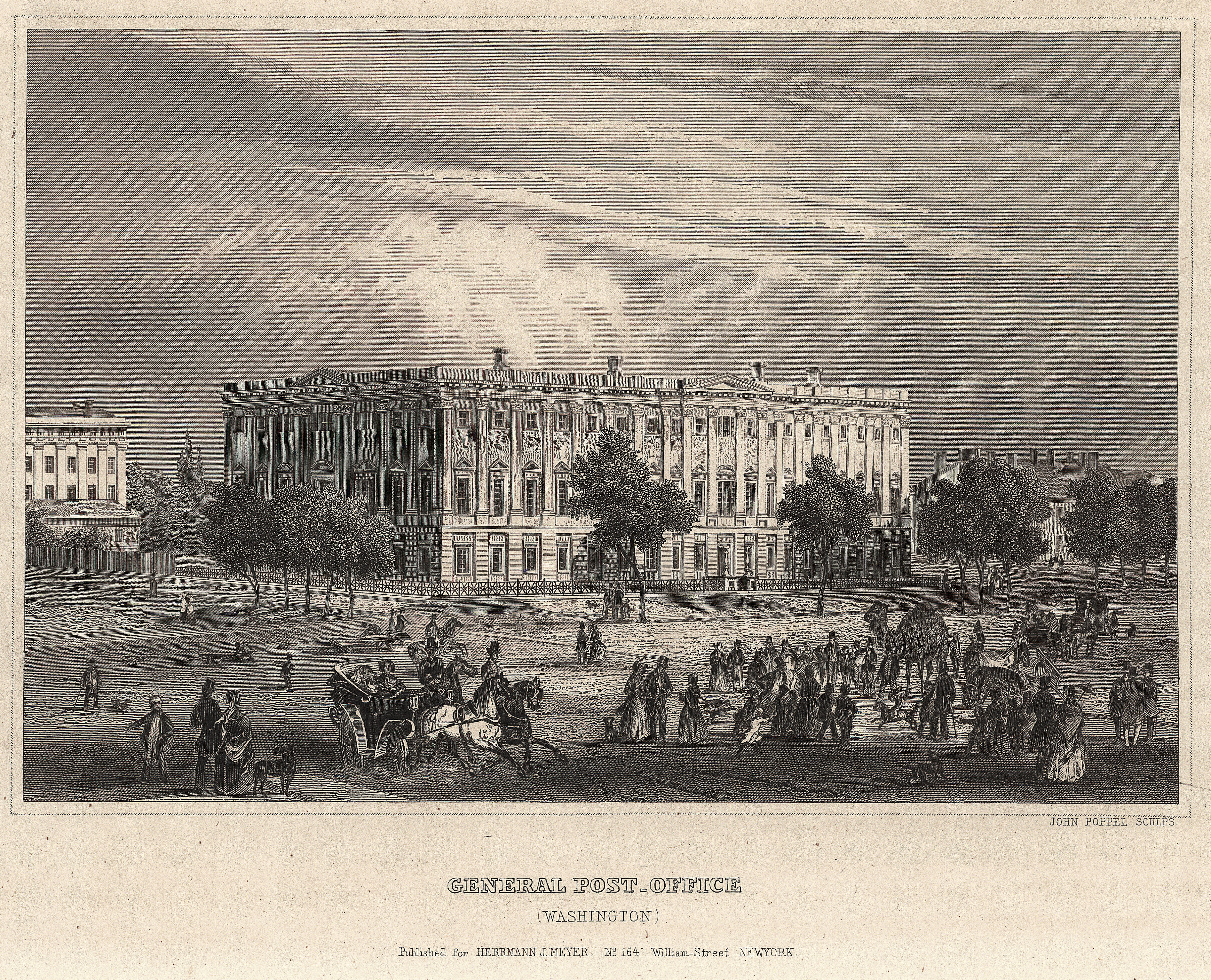
Das General Post Office zum Ende der 1850er Jahre

Das Grundstück wurde ursprünglich von Samuel Blodgett, Jr. entwickelt, der 1793 James Hoban mit dem Entwurf eines Hotels beauftragte, das bei seiner Fertigstellung in den frühen 1800er Jahren das größte in Privatbesitz befindliche Gebäude in Washington war. Die US-Regierung erwarb Blodgetts Hotel 1810, um dort das Patentamt und das Postministerium unterzubringen. Im August 1814, während der Brandstiftung öffentlicher Gebäude von Washington im Rahmen des Britisch-Amerikanischen Kriegs, überzeugte der Leiter des Patentamtes William Thornton die britischen Truppen, das Gebäude zu verschonen. Das mutmaßliche Argument war, die Sammlung der Patentmodelle seien Privatbesitz und der Verlust der Patentakten entspräche dem Verlust der Bibliothek von Alexandria. Nach der Zerstörung des Kapitols tagten die Mitglieder des Kongresses von September 1814 bis Dezember 1815 in Blodgett's Hotel.
Ein Missgeschick mit heißer Kaminasche griff im Dezember 1836 auf das Gebäude über und zerstörte Tausende von Patentmodellen und Patentakten. Präsident Andrew Jackson ließ das General Post Office neu errichten, und Robert Mills entwarf und überwachte ab 1839 den Bau. 1842 wurde das neue General Post Office fertiggestellt. Das ursprüngliche Gebäude war U-förmig und erstreckte sich entlang der E Street und ragte teilweise in die 7th und 8th Streets hinein. Im Jahr 1845 eröffnete Samuel Morse im General Post Office das erste öffentliche Telegrafenamt.
Thomas U. Walter leitete die Vergrößerung des Gebäudes von 1855 bis 1866, in der das Gebäude entlang der F Street zu einem vollständigen Rechteck erweitert wurde. Diese Baumaßnahme wurde durch den Bürgerkrieg unterbrochen, das Untergeschoss wurde von Unionssoldaten als Munitionslager genutzt.
Das US Post Office Department zog 1897 aus. Das United States General Land Office war von 1897 bis 1917 Mieter. Das US National Selective Service Board war 1919 Mieter. Hier schrieb US Army General John J. Pershing seinen Bericht über die American Expeditionary Forces im Ersten Weltkrieg. Die US Tariff Commission war von 1932 bis 1988 Mieter und belegte schließlich das gesamte Gebäude. Nachlässige Instandhaltungsarbeiten hatten zu einem undichten Dach, herabfallendem Putz, losen Fensterrahmen, unzureichenden Sanitäranlagen und zu einer Nagetierplage geführt.
Das Gebäude stand von 1988 bis 2002 leer, bis die Kimpton Hotel and Restaurant Group in Zusammenarbeit mit Stanton Architecture von der US General Services Administration (GSA) für ein Nachnutzungskonzept mit 60-jährigem Mietvertrag ausgewählt wurden. Das Gebäude wurde mit einer Investitionssumme von 30 Mio. USD in ein Hotel mit 184 Zimmern umgebaut, dem Hotel Monaco DC. Das Hotel wurde 2003 mit dem District of Columbia Awards for Excellence in Historic Preservation ausgezeichnet, ferner mit dem 2002 GSA Design Award, den 2003 GSA Public Buildings Heritage Award sowohl in der Kategorie Adaptive Use als auch Conservation/Restoration.